# 兵庫県道12号川西篠山線
兵庫県道12号川西篠山線（ひょうごけんどう12ごう かわにしささやません）は、兵庫県川西市から同県丹波篠山市に至る主要地方道に指定された兵庫県道である。

## 概要
国道173号の西側、国道176号の東側を通り、川西市と丹波篠山市間では、これらの国道の迂回ルートにもなり、川西市内と猪名川町内では新道と旧道の2本がある。
川西市･猪名川町内では高度経済成長期より清和台、猪名川パークタウンなどのニュータウンの建設が活発になされ、交通量の急増に対応するために、本道についても都市計画道路川西猪名川線として片側2車線のバイパス道路が建設された。一方、旧道については農村部を走るローカル路線の雰囲気が漂っている。
なお、片側2車線区間の終点である猪名川町紫合北ノ町交差点以降も、終点の篠山市日置交差点まで山間部を含めて全線２車線であり、国道173号、国道423号、国道477号と並んで北摂から丹波方面へ向かう主要なルートの一翼を担っている。

### 路線データ
- 総延長：約47.724 km
- 起点 : 川西市小花（小花1丁目交差点、国道176号交点）
- 終点 : 丹波篠山市日置（日置北交差点、国道372号交点）

## 歴史
- 1954年（昭和29年）11月24日 - 兵庫県が主要地方道として県道12号川西日置線を認定。
- 1966年（昭和41年）2月1日 - 兵庫県道12号川西城東線へ改称（日置村が1955年の合併で城東村となり1960年に城東町となったため）。
- 1977年（昭和52年）8月30日 - 兵庫県道12号川西篠山線へ再改称（城東町が1975年に篠山町に合併されたため）。

## 路線状況

### 愛称
- 猪名川渓谷ライン（川西市176号交点・猪名川町篠山市境間32.8 kmの区間）
- 産業道路（接続している兵庫県道13号尼崎池田線と共に、呼ばれることがある。）

### 重複区間
- 兵庫県道68号川西三田線（川辺郡猪名川町紫合指藻坂・紫合北ノ町交差点 - 川辺郡猪名川町万善竹添・万善交差点）

### 道の駅
- 道の駅いながわ（兵庫県川辺郡猪名川町）

### 通過する路線バス
- 阪急バス
  - 清和台営業所・猪名川営業所が担当。
  - 新道の一部区間（川西市清和台→同市日高町間の南行）には、平日朝7時から9時までの間バス優先レーンが設定され、公共車両優先システム (PTPS) との組み合わせによるバス運行の定時性確保に威力を発揮している。
- 神姫グリーンバス（2009年7月1日より神姫バスの路線を承継）
- 日本交通 (三田市)
  - 西日本ジェイアールバスの路線廃止を受け、乗合タクシーを運行。

## 地理

### 通過する自治体
- 川西市
- 川辺郡猪名川町
- 丹波篠山市

### 交差する道路
| 交差する道路                                                  | 市町村名   | 市町村名   | 交差する場所           | 交差する場所               |
| ------------------------------------------------------------- | ---------- | ---------- | ---------------------- | -------------------------- |
| 国道176号 兵庫県道13号尼崎池田線                              | 川西市     | 川西市     | 小花（おばな）1丁目    | 小花1丁目交差点 / 起点     |
| 兵庫県道12号川西篠山線 / 支線                                 | 川西市     | 川西市     | 火打2丁目              | 火打1丁目交差点            |
| 兵庫県道12号川西篠山線 / 支線                                 | 川西市     | 川西市     | 西多田2丁目            | 西多田2丁目交差点          |
| 兵庫県道721号川西インター線                                   | 川西市     | 川西市     | 石道                   | 清和大橋西詰交差点         |
| 兵庫県道324号切畑猪名川線                                     | 川辺郡     | 猪名川町   | 広根                   | 広根奥の谷交差点           |
| 兵庫県道68号川西三田線 重複区間起点                           | 川辺郡     | 猪名川町   | 紫合（ゆうだ）         | 紫合北ノ町交差点           |
| 兵庫県道68号川西三田線 重複区間終点                           | 川辺郡     | 猪名川町   | 万善                   | 万善交差点                 |
| 兵庫県道319号下佐曽利笹尾線                                   | 川辺郡     | 猪名川町   | 笹尾                   |                            |
| 兵庫県道507号島川原線 兵庫県道・大阪府道602号島能勢線         | 川辺郡     | 猪名川町   | 島                     | 杉生交差点                 |
| 兵庫県道・大阪府道601号杉生能勢線                             | 川辺郡     | 猪名川町   | 杉生（すぎお）         |                            |
| 兵庫県道309号福住三田線 重複区間起点                          | 丹波篠山市 | 丹波篠山市 | 後川上（しつかわかみ） |                            |
| 兵庫県道37号三田後川上線 兵庫県道309号福住三田線 重複区間終点 | 丹波篠山市 | 丹波篠山市 | 後川上                 |                            |
| 兵庫県道308号曽地中三田線                                     | 丹波篠山市 | 丹波篠山市 | 曽地中（そうじなか）   |                            |
| 国道372号                                                     | 丹波篠山市 | 丹波篠山市 | 日置                   | 日置北交差点 / 終点        |
| 支線                                                          |            |            |                        |                            |
| 兵庫県道12号川西篠山線 / 現道                                 | 川西市     | 川西市     | 火打2丁目              | 火打1丁目交差点 / 支線起点 |
| 国道173号 国道477号 重複                                      | 川西市     | 川西市     | 矢問（やとう）1丁目    | 多田銀橋西詰交差点         |
| 兵庫県道12号川西篠山線 / 現道                                 | 川西市     | 川西市     | 西多田2丁目            | 西多田交差点 / 支線終点    |

### 沿線
- 多田神社
- 多田銀山
- 屏風岩（猪名川渓谷県立自然公園）
- 清和台
- 猪名川パークタウン